# Will.i.am
William James Adams Jr. (Los Angeles, Californië, 15 maart 1975), beter bekend als will.i.am, is een Amerikaans rapper, danser, dj, muziekproducent en acteur. Hij is een van de leden van de The Black Eyed Peas, naast Taboo en Apl.de.ap. De letter "i" midden in zijn naam hoort uitgesproken te worden als "ai", zoals de Engelse "I".

## Levensloop
Will.i.am groeide op in een buitenwijk van Los Angeles in zware armoede. Hij heeft zijn vader nooit ontmoet. Als scholier zat de rapper op de Palisades High School en slaagde in 1993. Voordat hij samen met zijn beste vriend Apl.de.ap The Black Eyed Peas oprichtte, ging hij naar de modeacedemy in zijn geboortestad Los Angeles. In 2001 begon hij met het ontwerpen van zijn eigen kleding, wat in 2005 leidde tot een eigen kledinglijn, i.am clothing. Ook heeft hij zijn eigen muzieklabel, de will.i.am music group, opgericht.
Will.i.am heeft met The Black Eyed Peas een aantal hitsingles op zijn naam staan. Ook heeft hij met diverse artiesten samengewerkt, waaronder Justin Bieber, Sérgio Mendes, Cheryl Cole, Carlos Santana, Nicki Minaj, Britney Spears, de Pussycat Dolls, Mary J. Blige en Destiny's Child. Voor Michael Jackson produceerde hij het album Thriller 25, dat in februari 2008 naar aanleiding van de vijfentwintigste verjaardag van Thriller werd uitgebracht. Will.i.am is op dit album zelf ook te horen, in het nummer The Girl Is Mine 2008. Hij verving hierbij de vocalen van Paul McCartney, met wie Jackson het duet oorspronkelijk had opgenomen. Het nummer werd als single uitgebracht en werd een bescheiden hit. Eerder werkte will.i.am met Michael Jackson aan diens comebackalbum dat er echter nooit gekomen is.
In 2008 leverde will.i.am een bijdrage aan de soundtrack van de film Madagascar: Escape 2 Africa. Een jaar later verscheen hij ook in beeld in een kleine filmrol – als John Wraith in X-Men Origins: Wolverine.
Will.i.am sprak ook de stem in van Pedro, een vogel in de film Rio.
Tijdens de Amerikaanse presidentsverkiezingen van 2008 manifesteerde will.i.am zich als een fanatiek aanhanger van de Democraat Barack Obama. Hij zette een deel van een toespraak van Obama op muziek en scoorde hiermee een grote hit op YouTube. In de clip zijn naast will.i.am ook diverse andere artiesten te horen en te zien. Naar aanleiding van de overwinning van Barack Obama in november 2008 maakte will.i.am een nieuw nummer, It's a New Day.
In 2009 herenigde will.i.am zich weer met The Black Eyed Peas, en bracht hij het album The E.N.D. uit. Hiervan werden Boom Boom Pow, I Gotta Feeling, Meet Me Halfway, Rock That Body en Imma Be hits. In tegenstelling tot de voorgaande albums gebruikte hij meer electro dan hiphop. Will.i.am zong tevens mee in het nummer I'm in the House van Steve Aoki als zijn alter ego Zuper Blahq. In 2010 kwam het album The Beginning van The Black Eyed Peas, ook met veel electro en house. De nummers The Time (Dirty Bit), Just Can't Get Enough en Don't Stop the Party werden hits. Tijdens een concert van hun toer rond het album The Beginning maakte de groep bekend dat ze even tijd voor zichzelf nemen.
Op 25 januari 2011 maakte pc-onderdelenfabrikant Intel bekend dat will.i.am aangeworven wordt als 'director of creative innovation'.
In 2011 werkt will.i.am samen met Britney Spears, voor haar zevende studioalbum Femme Fatale. Sinds 24 maart 2012 is hij coach is in The Voice UK, de Britse versie van The Voice of Holland. 
In 2013 bracht hij zijn tweede soloalbum #willpower uit. Van dit album werd This Is Love in 2012 uitgebracht. Deze samenwerking met de Nederlandse zangeres Eva Simons werd een nummer 1-hit. In datzelfde jaar scoorde hij ook een hit met het nummer Hall of Fame. Dit was een duet met de Ierse band The Script. Aan het eind van dat jaar werkte hij nog een keer samen met Britney Spears, waaruit het nummer Scream & Shout voortkwam. Dit leverde will.i.am ook weer een enorme hit op. Op het album #willpower staan verder nog samenwerkingen met Afrojack, Nicole Scherzinger en zijn bandmaat Apl.de.ap.
In 2013 scoorde will.i.am nog een hit met Justin Bieber, genaamd #thatPOWER. De single Bang Bang, die hij daarna uitbracht, werd een klein hitje. Ook rapte hij nog mee in Crazy Kids, een single van Ke$ha. Will.i.am heeft ook meegezongen in de nieuwe single van Dizzee Rascal: Something Really Bad.
Op 26 november 2013 werd zijn nieuwe single Feelin' Myself (ft. Miley Cyrus, Wiz Khalifa & French Montana) uitgebracht. Deze single is ook van zijn album #willpower. Op zondag 8 december 2013 stond will.i.am in de Heineken Music Hall in Amsterdam. Die dag daarna stond hij in de Lotto Arena in Antwerpen.
Tijdens een interview op het Franse radiostation NRJ vertelde will.i.am dat hij zich in 2013 weer zal herenigen met Fergie, Apl.de.ap en Taboo als The Black Eyed Peas, en weer met hen een nieuw album uit zal brengen.

## Televisie
Will.i.am is ook bekend als jurylid en coach in verschillende muziekprogramma's. Vanaf maart 2012 was hij coach in The Voice UK (met onder anderen Tom Jones, Jessie J, Danny O'Donoghue, Ricky Wilson, Kylie Minogue, Rita Ora, Boy George, Paloma Faith, Jennifer Hudson, Gavin Rossdale, Olly Murs, Meghan Trainor en Anne-Marie). In 2014 was hij coach in het 3de seizoen van The Voice Australië samen met Joel Madden, Seal en Kylie Minogue. Vanaf 2017 was hij coach in The Voice Kids UK (met onder anderen Pixie Lott, Danny Jones, Jessie J, Paloma Faith, Melanie C en Ronan Keating). In 2019 was hij in het 17de seizoen van The Voice USA coach advisor bij team Gwen. 

## Privéleven
Will.i.am zet zich vaak in voor goede doelen. In 2011 organiseerde hij, samen met de andere leden van The Black Eyed Peas, een benefietconcert in New York. Dit deed hij om geld in te zamelen voor een organisatie die armoede in New Yorkse achterstandswijken bestrijdt. Will.i.am is jurylid in The Voice UK en in 2012 gaf hij al het geld dat hij daarmee verdiende aan een goed doel. Hij zei zelf niets met het geld te kunnen, dus wilde hij niets liever dan het weggeven aan mensen die er wel wat mee konden.
Tijdens een interview met de Britse krant The Sun vertelde will.i.am dat hij lijdt aan tinnitus, en in april 2013 zei hij last te hebben van ADHD.
Hij is de neef van voormalig NFL-speler Lynn Cain.
Sinds eind 2017 eet hij veganistisch om zijn gezondheid te verbeteren.

## Discografie

### Albums
| Album met eventuele hitnotering(en) in de Nederlandse Album Top 100 | Datum van verschijnen | Datum van binnenkomst | Hoogste positie | Aantal weken | Opmerkingen                  |
| ------------------------------------------------------------------- | --------------------- | --------------------- | --------------- | ------------ | ---------------------------- |
| Lost Change                                                         | 2001                  | -                     |                 |              |                              |
| Must B 21                                                           | 28-08-2003            | -                     |                 |              |                              |
| Songs About Girls                                                   | 01-10-2007            | -                     |                 |              |                              |
| Madagascar: Escape 2 Africa                                         | 04-11-2008            | -                     |                 |              | met Hans Zimmer / soundtrack |
| #willpower                                                          | 01-03-2013            | 27-04-2013            | 25              | 11           |                              |

| Album met hitnotering(en) in de Vlaamse Ultratop 200 albums | Datum van verschijnen | Datum van binnenkomst | Hoogste positie | Aantal weken | Opmerkingen |
| ----------------------------------------------------------- | --------------------- | --------------------- | --------------- | ------------ | ----------- |
| #willpower                                                  | 2013                  | 27-04-2013            | 10              | 24           |             |

### Singles
| Single met eventuele hitnotering(en) in de Nederlandse Top 40 | Datum van verschijnen | Datum van binnenkomst | Hoogste positie | Aantal weken | Opmerkingen                                                      |
| ------------------------------------------------------------- | --------------------- | --------------------- | --------------- | ------------ | ---------------------------------------------------------------- |
| Beep                                                          | 2006                  | 18-03-2006            | 2               | 12           | met de Pussycat Dolls / Nr. 2 in de Single Top 100               |
| I Love My Bitch/Chick                                         | 2006                  | 29-07-2006            | 33              | 4            | met Busta Rhymes & Kelis / Nr. 43 in de Single Top 100           |
| Fergalicious                                                  | 2006                  | 20-01-2007            | tip2            | -            | met Fergie / Nr. 35 in de Single Top 100                         |
| I Got It from My Mama                                         | 2007                  | 29-09-2007            | 19              | 6            | Nr. 46 in de Single Top 100                                      |
| Baby Love                                                     | 05-11-2007            | 20-12-2007            | 27              | 4            | met Nicole Scherzinger / Nr. 56 in de Single Top 100             |
| The Girl Is Mine 2008                                         | 28-01-2008            | 09-02-2008            | 17              | 5            | met Michael Jackson / Nr. 12 in de Single Top 100                |
| Funky Bahia                                                   | 2008                  | -                     |                 |              | met Sérgio Mendes & Siedah Garrett / Nr. 93 in de Single Top 100 |
| I'm in the House                                              | 2009                  | 05-12-2009            | tip2            | -            | als Zuper Blahq / met Steve Aoki / Nr. 40 in de Single Top 100   |
| OMG                                                           | 2010                  | 20-03-2010            | tip12           | -            | met Usher / Nr. 39 in de Single Top 100                          |
| 3 Words                                                       | 2010                  | 05-06-2010            | 20              | 6            | met Cheryl Cole / Nr. 32 in de Single Top 100 / Alarmschijf      |
| Check It Out                                                  | 2010                  | 30-10-2010            | 27              | 5            | met Nicki Minaj / Nr. 67 in de Single Top 100 / Alarmschijf      |
| Forever                                                       | 20-06-2011            | 30-07-2011            | tip14           | -            | met Wolfgang Gartner                                             |
| Free                                                          | 2011                  | 06-08-2011            | tip2            | -            | met Natalia Kills / Nr. 96 in de Single Top 100                  |
| This Is Love                                                  | 28-05-2012            | 14-07-2012            | 1(1wk)          | 23           | met Eva Simons / Nr. 2 in de Single Top 100 / Alarmschijf        |
| Hall of Fame                                                  | 2012                  | 04-08-2012            | 17              | 22           | met The Script / Nr. 16 in de Single Top 100 / Alarmschijf       |
| Better Than Yesterday                                         | 2012                  | 20-10-2012            | tip2            | -            | met Sidney Samson / Nr. 84 in de Single Top 100                  |
| Scream & Shout                                                | 19-11-2012            | 15-12-2012            | 1(7wk)          | 20           | met Britney Spears / Nr. 1 in de Single Top 100                  |
| #thatPOWER                                                    | 2013                  | 04-05-2013            | 14              | 14           | met Justin Bieber / Nr. 23 in de Single Top 100                  |
| Fall Down                                                     | 2013                  | 10-08-2013            | tip8            | -            | met Miley Cyrus                                                  |
| FIYAH                                                         | 2017                  | -                     |                 |              |                                                                  |

| Single met hitnotering(en) in de Vlaamse Ultratop 50 | Datum van verschijnen | Datum van binnenkomst | Hoogste positie | Aantal weken | Opmerkingen                                        |
| ---------------------------------------------------- | --------------------- | --------------------- | --------------- | ------------ | -------------------------------------------------- |
| Beep                                                 | 2006                  | 11-03-2006            | 1(1wk)          | 19           | met de Pussycat Dolls / Nr. 1 in de Radio 2 Top 30 |
| I Love My Bitch/Chick                                | 2006                  | 15-07-2006            | tip4            | -            | met Busta Rhymes & Kelis                           |
| Fergalicious                                         | 2006                  | 09-12-2006            | 11              | 19           | met Fergie                                         |
| I Got It from My Mama                                | 2007                  | 13-10-2007            | 46              | 4            |                                                    |
| Baby Love                                            | 2007                  | 27-10-2007            | tip2            | -            | met Nicole Scherzinger                             |
| The Girl Is Mine 2008                                | 2008                  | 16-02-2008            | tip20           | -            | met Michael Jackson                                |
| On the Dancefloor                                    | 2009                  | 12-09-2009            | 39              | 3            | met David Guetta & Apl.de.ap                       |
| I'm in the House                                     | 2009                  | 23-01-2010            | 43              | 2            | als Zuper Blahq / met Steve Aoki                   |
| OMG                                                  | 2010                  | 24-04-2010            | 10              | 17           | met Usher                                          |
| Check It Out                                         | 2010                  | 06-11-2010            | tip4            | -            | met Nicki Minaj                                    |
| Free                                                 | 2011                  | 20-08-2011            | tip20           | -            | met Natalia Kills                                  |
| Forever                                              | 2011                  | 22-10-2011            | 35              | 2            | met Wolfgang Gartner                               |
| T.H.E. (The Hardest Ever)                            | 21-11-2011            | 24-12-2011            | tip5            | -            | met Jennifer Lopez & Mick Jagger                   |
| This Is Love                                         | 2012                  | 14-07-2012            | 1(2wk)          | 21           | met Eva Simons / Goud                              |
| Hall of Fame                                         | 2012                  | 22-09-2012            | 8               | 22           | met The Script / Nr. 7 in de Radio 2 Top 30        |
| Scream & Shout                                       | 2012                  | 01-12-2012            | 1(8wk)          | 31           | met Britney Spears                                 |
| Better Than Yesterday                                | 2013                  | 02-03-2013            | tip45           | -            | met Sidney Samson                                  |
| #thatPOWER                                           | 2013                  | 06-04-2013            | 15              | 17           | met Justin Bieber                                  |
| Bang Bang                                            | 2013                  | 01-06-2013            | tip12           | -            |                                                    |
| Crazy Kids                                           | 2013                  | 08-06-2013            | tip5            | -            | met Ke$ha                                          |
| Fall Down                                            | 2013                  | 13-07-2013            | tip52           | -            | met Miley Cyrus                                    |
| Something Really Bad                                 | 2013                  | 12-10-2013            | tip54           | -            | met Dizzee Rascal                                  |
| Feelin' Myself                                       | 2013                  | 07-12-2013            | tip2            |              | met Miley Cyrus, Wiz Khalifa & French Montana      |
| It Should Be Easy                                    | 2013                  | 14-12-2013            | tip19           |              | met Britney Spears                                 |
| It's My Birthday                                     | 2014                  | 05-07-2014            | tip23           |              |                                                    |
| Born to Get Wild                                     | 2015                  | 10-01-2015            | tip58           |              |                                                    |
| Boys & Girls                                         | 2016                  | 30-04-2016            | 49              |              |                                                    |

### Films
- 2005: Be Cool als will.i.am
- 2008: Madagascar: Escape 2 Africa als Moto Moto (stem)
- 2009: X-Men Origins: Wolverine als John Wraith
- 2009: Arthur and the Revenge of Maltazard als Snow (stem)
- 2010: Date Night als will.i.am
- 2011: Rio als Pedro (stem)
- 2014: Rio 2 als Pedro (stem)

### Samenwerkingen
- Scream & Shout, van Britney Spears
- Big Fat Bass, van Britney Spears, album: Femme Fatale
- Blow, van Saïan Supa Crew, album: Hold Up
- Baby Love, van Nicole Scherzinger, album: Her Name Is Nicole
- I Am Somebody, van Carlos Santana, album: All That I Am
- Beep, van de Pussycat Dolls, album: PCD
- About You, van Mary J. Blige, album: The Breakthrough
- True, met Fergie, album: 50 First Dates Soundtrack
- Floatin', van Charlie Wilson, album: Charlie, Last Name Wilson
- Sunny Hours, van Long Beach Dub Allstars (Joey themesong)
- Surfboard, van Sérgio Mendes, album: Timeless
- Mas que nada, van Sérgio Mendes, album: Timeless
- Let Me, van Sérgio Mendes, album: Timeless
- I Know (remix), van Destiny's Child
- I Love My Bitch/Chick, van Busta Rhymes, album: The Big Bang
- Fergalicious, van Fergie, album: The Dutchess
- All That I Got (The Make-up Song), van Fergie, album: The Dutchess
- Clumsy, van Fergie, album: The Dutchess
- Here I Come, van Fergie, album: The Dutchess
- Get Your Hands Up (met BEP's), van Fergie, album: The Dutchess
- Do It, van Ciara, album: Goodies
- Hiphop Is Dead, van Nas, album: Hiphop Is Dead
- Loose ends, van Sérgio Mendes ft Justin Timberlake ft Pharoahe Monch, album: Timeless
- The frog, van Sérgio Mendes ft Q-Tip, album: Timeless
- Compton, van The Game, album: Doctor's Advocate
- Keep bouncin', van Too Short ft Snoop Dogg, album: Blow the Whistle
- A Dream, van Common, album: Freedom Writers Soundtrack
- I Want You, van Common, album: Finding Forever
- In the Ayer, van Flo Rida, album: Mail on Sunday
- Hot Thing, van Talib Kweli, album: Eardrum
- Photographs, van Rihanna, album: Rated R
- Damn Girl, van Justin Timberlake, album: FutureSex/LoveSounds
- Nothing Really Matters, van David Guetta, album: Nothing but the Beat
- Best Night, van LMFAO ft. GoonRock, Eva Simons, album: Sorry for Party Rocking
- Fall in Love, van Rita Ora, album: Ora
- Crazy Kids, van Ke$ha, album: Warrior
- Something Really Bad, van Dizzee Rascal
- Feelin' Myself, ft. Miley Cyrus, Wiz Khalifa & French Montana
- This Is Love, ft. Eva Simons

### NPO Radio 2 Top 2000
| Nummer met noteringen in de NPO Radio 2 Top 2000 | '13  | '14 | '15 | '16  | '17  | '18  | '19  | '20  | '21  | '22  | '23  | '24  |
| ------------------------------------------------ | ---- | --- | --- | ---- | ---- | ---- | ---- | ---- | ---- | ---- | ---- | ---- |
| Hall of Fame (met The Script)                    | 1330 | 722 | 942 | 1270 | 1450 | 1322 | 1223 | 1396 | 1458 | 1312 | 1350 | 1417 |

1. ↑  Een vetgedrukt getal geeft de hoogste notering aan.
2. ↑  2013 was het eerste jaar met een notering voor dit nummer.